# North and South (mini-série)
Vous lisez un « bon article » labellisé en 2011.
Pour les articles homonymes, voir North and South.
Ne doit pas être confondu avec Nord et Sud (mini-série).
North and South (Nord et Sud) est une mini-série britannique réalisée en 2004 par Brian Percival pour la BBC, sur un scénario de Sandy Welch, adaptation du roman victorien éponyme d'Elizabeth Gaskell, publié en 1855, qui raconte la difficile acclimatation à la société du Nord industriel de Margaret Hale, originaire du Sud rural et élevée dans la bonne société londonienne.
Diffusée pour la première fois sur BBC One en quatre épisodes  entre novembre et décembre 2004, puis aux États-Unis sous une forme légèrement raccourcie, à partir du 2 juillet 2005, elle a connu un succès immédiat, auquel la BBC ne s'attendait pas : le public a plébiscité cette adaptation soignée du roman industriel d'Elizabeth Gaskell, la comparant parfois à l'adaptation de 1995 d'Orgueil et Préjugés. Elle propose une exploration sociale de l'Angleterre des années 1850, avec ses antagonismes entre les régions (le Nord et le Sud), et les milieux (les ouvriers et les patrons), servie par des interprètes convaincants, à commencer par Daniela Denby-Ashe, Richard Armitage et Sinéad Cusack. La prestation de Richard Armitage dans le rôle du manufacturier John Thornton a entraîné un engouement qui s'apparente au « phénomène Darcy » qu'a connu en son temps Colin Firth.
Le double DVD, sorti le 11 avril 2005 au Royaume-Uni, est sorti le 3 novembre 2011 en version française et VOSTF. La série avait auparavant été diffusée, en novembre 2005, sur Arte-France, en version originale avec sous-titres français.

## Synopsis
Dans les années 1850, Margaret Hale et ses parents abandonnent le presbytère de Helstone, dans le sud de l'Angleterre pour Milton, une ville manufacturière du Nord où Mr Hale, qui a décidé de quitter le clergé officiel, est assuré de trouver un emploi de professeur. La famille s'efforce de s'adapter aux coutumes difficilement compréhensibles pour elle, de la ville industrielle, entrant en relation avec les riches et entreprenants Thornton, propriétaires d'une importante manufacture de coton.
John Thornton, le patron, devient l'élève et l'ami de Mr Hale, mais se heurte à Margaret, scandalisée par son intransigeance et la misère dans laquelle vivent les ouvriers. Elle, de son côté, devient l'amie de Bessy Higgings, une ouvrière de son âge, et de son père, un responsable de l'Union qui programme bientôt une grève longue et dure. Mais la grève se termine dramatiquement et la succession de deuils qui accable Margaret l'éloigne de Milton.
L'intrigue amoureuse entre la fière Margaret, pleine de préjugés contre le Nord, et le charismatique Thornton, chevalier de la jeune industrie cotonnière, se noue dans le cadre d'une grande fresque industrielle où l'amitié et les relations familiales ont aussi leur rôle à jouer.

## Fiche technique

### Distribution

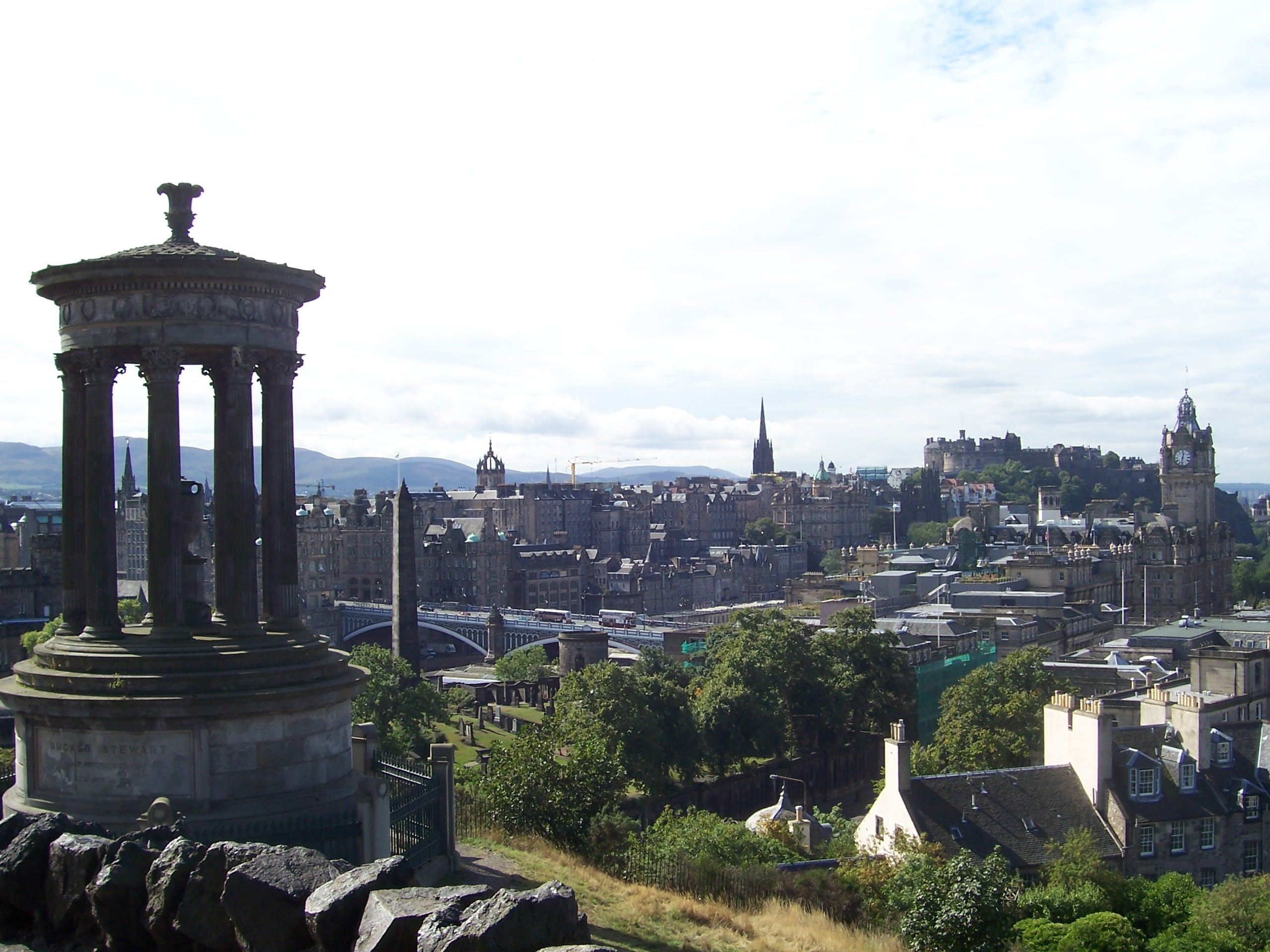
Édimbourg vue depuis Calton Hill, qui sert de base à la vue générale de Milton.

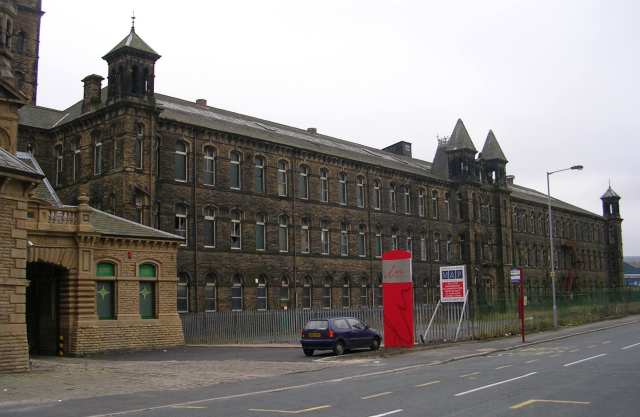
Entrée des Dalton Mills, sur Dalton Lane à Keighley, où ont été tournés les extérieurs des Malborough Mills de Thornton.

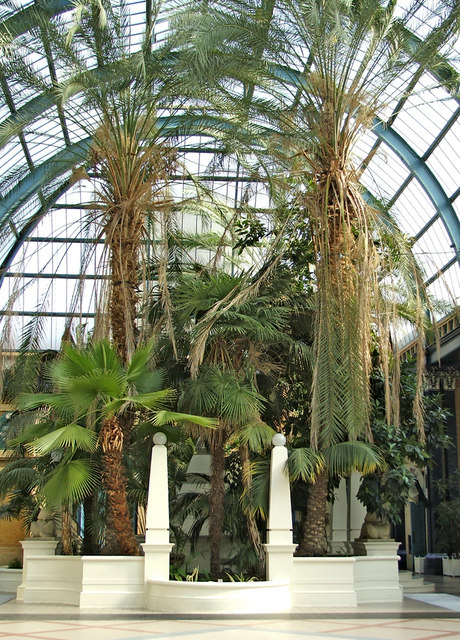
Palm Court, dans Alexandra Palace, lieu de la reconstitution de la Great Exhibition de 1851.

La distribution est la suivante, :
- Daniela Denby-Ashe (VFB : Audrey d'Hulstère): Margaret Hale
- Richard Armitage (VFB : Michelangelo Marchese) : John Thornton
- Sinéad Cusack (VFB : Francine Laffineuse) : Hannah Thornton
- Lesley Manville (VFB : Fabienne Loriaux) : Maria Hale
- Tim Pigott-Smith (VFB : Michel Hinderyckx) : Richard Hale
- Rupert Evans : Frederick Hale
- Pauline Quirke : Dixon
- Jo Joyner : Fanny Thornton
- Brendan Coyle (VFB : Philippe Résimont) : Nicholas Higgins
- Anna Maxwell Martin : Bessy Higgins
- Brian Protheroe (VFB : Daniel Nicodème) : Mr Bell
- John Light (VFB : Antoni Lo Presti) : Henry Lennox
- Emma Ferguson :  Edith Shaw (Lennox)
- Travis Oliver : le capitaine Lennox
- Jane Booker : Mrs Shaw
- William Houston : John Boucher
- Lucy Brown : Ann Latimer
- Will Tacey : Mr Latimer
- Richard Evans : Dr Donaldson
- Russell Mabey : Leonards
- Frank Lauder : Stephens
- Kay Lyon : Mary Higgins
- David Crellin : Slickson
- Shaun Hennessey : Henderson
- Martin Walsh : Hamper
- Tim Faraday : Watson
- Ben Crompton : l'inspecteur Mason
- Spencer Wild : Le petit Tom Boucher

### Équipe technique
- Scénario : Sandy Welch
- Production : Kate Bartlett
- Producteur exécutif : Diana Barton
- Producteur délégué : Phillippa Giles et Laura Mackie
- Réalisation : Brian Percival
- Musique originale : Martin Phipps
- Régisseur général : Ian Vasey, Clive Trott
- Directeur artistique : Charlie Lynam, Suzanne Austin
- Directeur de la photographie : Peter Greenhalgh
- Ingénieur du son : Antonia Bates, Alison Bown
- Chef décorateur : Simon Elliott
- Accessoiriste : Peter Hallam, Oli van der Vijter
- Costumier : Mike O'Neill
- Habilleuses : Sally Davis, Jane Marcantonio
- Maquillage : Alison Elliott
- Effets spéciaux : Luke Marcel

## Les épisodes

### Premier épisode (Enfer blanc)
Le générique du premier épisode, se déroule sur le voyage en train que fait Margaret vers le Nord, songeuse, effeuillant pensivement une rose jaune.
Un retour en arrière de deux mois la montre d'abord à Harley Street, à Londres. Elle assiste, avec ses parents, au mariage de sa cousine, Edith Shaw, et du capitaine Lennox, et parle avec émotion à Henry Lennox de son retour à Helstone, un « petit paradis sur terre ». On la retrouve à Helstone, où elle voit avec surprise arriver Henry Lennox, qui, persuadé qu'il ne lui est pas indifférent, vient la demander en mariage...
Dans le wagon, sa mère, qui ne comprend pas les scrupules qui ont poussé son mari à quitter l'Église anglicane, et sa servante Dixon, s'inquiètent de leur logement... Les premiers contacts avec Milton sont difficiles. Margaret, choquée, découvre la pauvreté des ouvriers en faisant la connaissance de Bessy Higgins et de son père Nicholas. Sa première vision de John Thornton, dans le bruit et la poussière de coton de sa manufacture de tissage, où elle est témoin de sa violence envers un ouvrier pris à fumer, renforce ses préjugés, alors que lui, qui l'a d'abord trouvée hautaine et méprisante, commence à se laisser prendre à son charme.

### Deuxième épisode (Des hommes en colère)

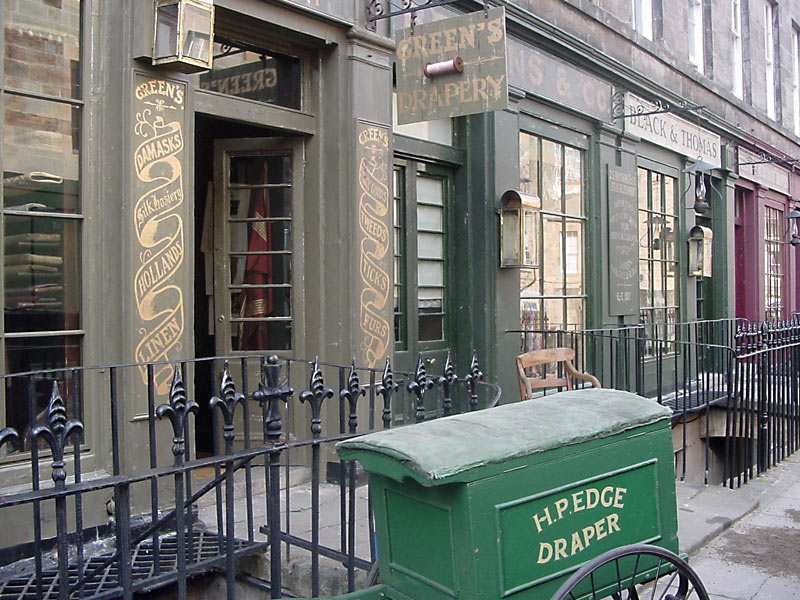
Un des lieux de tournage, dans William Street à Édimbourg, « maquillé » pour la série.

Lors de ce deuxième épisode, la santé de Mrs Hale se dégrade au point que Margaret se décide à aller demander à Mrs Thornton l'adresse d'un médecin et à contacter son frère Frederick exilé en Espagne, exil dont elle explique les raisons à Bessy : il a fui une condamnation à mort, à la suite de la participation à une mutinerie. Il court un grand danger s'il retourne en Angleterre, mais sa mère veut le voir avant de mourir[…]
Les ouvriers se sont mis en grève ; Mrs Thornton organise tout de même son grand repas annuel.
Comme la grève se prolonge, Thornton, pour respecter ses engagements commerciaux, fait discrètement venir des « mains » d'Irlande. Une foule violente, menée par John Boucher qui a vu leur arrivée, veut leur faire un mauvais parti. Margaret demande à Thornton de parlementer, mais voyant que les manifestants risquent de s'en prendre à lui, s'interpose et c'est elle qui est blessée, ce qui dégrise la foule, que l'armée, arrivée en renfort, disperse très violemment. Le geste de Margaret a eu des témoins dans la maison et Mrs Thornton s'imagine que son fils doit la demander en mariage. Il l'aime assez pour oser le faire, mais est persuadé qu'elle s'estime trop pour l'accepter. Et c'est ce qui arrive.

### Troisième épisode (Les jours sombres)
Au début de l'épisode, le travail a repris. Bessy meurt, Boucher est mis en quarantaine. Thornton fait livrer des fruits à Mrs Hale. Celle-ci, maintenant très malade, demande à Mrs Thornton de veiller sur sa fille après sa mort.
Pour faire plaisir à sa mère, Margaret retourne quelques jours à Londres chez sa tante qui l'a invitée à visiter la Great Exhibition. Elle y croise Thornton, sa sœur, le banquier Lartimer et sa fille. Le soir même de son retour, Frederick arrive, mais il a juste le temps d'embrasser Mrs Hale, qui meurt entourée de ses enfants. Leonards, un ancien marin bien décidé à toucher la prime promise pour l'arrestation de Frederick, le reconnaît à la gare où Margaret l'a raccompagné, veut l'agripper, chute dans la bousculade, et meurt peu après. Il y a eu des témoins, dont Thornton.
Boucher se suicide, sa femme ne lui survit pas longtemps et Higgings recueille les enfants. Les relations de Thornton et Margaret se dégradent : elle commence à se rendre compte qu'il ne mérite pas les critiques qu'elle lui a faites, d'autant plus qu'il a empêché qu'on enquête sur la mort de Leonards en cautionnant en quelque sorte  son mensonge, puisqu'elle a nié être à la gare ce soir-là. Elle voit qu'elle le déçoit, et sa mère l'accuse de mauvaise conduite. Comme elle refuse de s'expliquer, de dépit, il affirme, dans leur dernière entrevue, que sa folle passion pour elle est morte, qu'il doit penser à l'avenir.

### Quatrième épisode (L'appel du destin)
Au début de ce dernier épisode, Margaret apprend que Frederick a rejoint Cadix sans encombre et que Thornton a accepté d'embaucher Nicholas Higgins. Elle apprend aussi la mort de son père, parti quelques jours à Oxford chez Mr Bell. Elle retourne vivre chez sa tante, faisant des adieux, que tous pensent définitifs, aux Thornton et aux Higgins. John Thornton et Nicholas apprennent à se respecter, voire à s'apprécier. Malade lui aussi, Mr Bell propose à Margaret d'aller visiter Helstone et lui lègue ses biens (dont Malborough Mills) avant de partir terminer sa vie en Argentine, mais n'a pas l'occasion d'expliquer à Thornton pourquoi elle a menti. C'est Higgins qui révèle à son patron le secret de Margaret : l'homme qu'elle accompagnait à la gare, c'est son frère.
Affaibli par la grève de l'année précédente et une mauvaise conjoncture économique, refusant de participer à une opération boursière hasardeuse, Thornton manque de liquidités et doit arrêter sa production. L'apprenant, Margaret, enrichie par la spéculation à laquelle il a refusé de participer, demande à Henry Lennox de l'accompagner à Milton, mais, dans l'usine silencieuse, elle ne rencontre que Mrs Thornton, qui ignore où est son fils...
On le voit arpenter la campagne autour d'Helstone, puis cueillir une rose jaune dans une haie près du presbytère...
Un arrêt, symboliquement à mi-chemin, au cours de son voyage de retour, permet à Margaret de faire quelques pas sur le quai, lorsqu'arrive du sud le train qu'a pris Thornton... Quand les trains repartent, elle monte dans le Northbound Train, pour « rentrer avec lui ».

## Making of

### Genèse
Sandy Welch a commencé à travailler au scénario en 2001. Désireuse de montrer que le point de vue de Mrs Gaskell, certes « mélodramatique et désespérément victorien » a un réel souffle épique, elle  donne une large place aux décors industriels (dans le roman, Margaret est seulement invitée à visiter l'usine par Mrs Thornton), et dramatise les relations entre les deux protagonistes principaux. Pour elle, c'est autant une merveilleuse histoire d'amour qu'une grande aventure, une sorte de Pride and Prejudice victorien, Elizabeth Gaskell décrivant les relations des personnages entre eux avec la même subtilité que Jane Austen. Le seul problème était que les préjugés sont presque exclusivement du côté de Margaret, qui appartient à un milieu plus éduqué, alors que Thornton, un autodidacte conscient de son manque de culture, tombe rapidement amoureux d'elle, sans les débats internes et les problèmes de mésalliance d'un Darcy.
Au cours de l'été 2003 le projet est confié à la productrice Kate Bartlett. La préproduction (choix des acteurs, recherche des lieux de tournage…) démarre en février 2004.

### Casting
Alors qu'il se sentait taillé pour le rôle, Richard Armitage, acteur encore peu connu, n'est pourtant pas le « premier choix ». Il raconte qu'il s'est passé six semaines entre sa première audition et l'audition définitive avec Daniela Denby-Ashe, déterminante. Le travail préparatoire qu'il fournit pour comprendre l'époque et le personnage impressionne la productrice Kate Bartlett et la directrice de casting Jill Trevellick. Il a, pour sa part, considéré que travailler avec des acteurs bien plus expérimentés que lui, comme Sinéad Cusack, Tim Pigott-Smith, Brendan Coyle ou Lesley Manville, fut  « une expérience phénoménale », que tourner dans des lieux aussi extraordinaires que Dalton Mills à Keighley a eu un « énorme impact sur le personnage » et qu'il endossait, le matin, le personnage de Thornton en même temps que son lourd costume, avec son col amidonné et sa cravate noire.
Daniela Denby-Ashe, 25 ans, qui ne s'est pas présentée pour le rôle de Margaret Hale, mais pour celui de Fanny Thornton  est surprise d'être choisie. Elle savait que la production avait auditionné beaucoup de candidates sans être satisfaite, et faisait des auditions croisées pour trouver le « bon » couple. Les producteurs l'ont choisie pour son « authenticité », autant que pour son charme et son énergie, et elle a tout de suite formé avec Richard Armitage (John Thornton) un couple parfaitement adéquat.

### Tournage
La productrice, Kate Barlett, a expliqué que le tournage des scènes de rue n'ayant pu se faire à Manchester (le modèle de Milton dans le roman), car les lieux et les bâtiments que décrit Mrs Gaskell ont disparu, on l'a effectué, d'avril à juillet 2004, dans Édimbourg, où l'on trouve encore beaucoup d'immeubles anciens. Les principaux lieux de tournages sont :

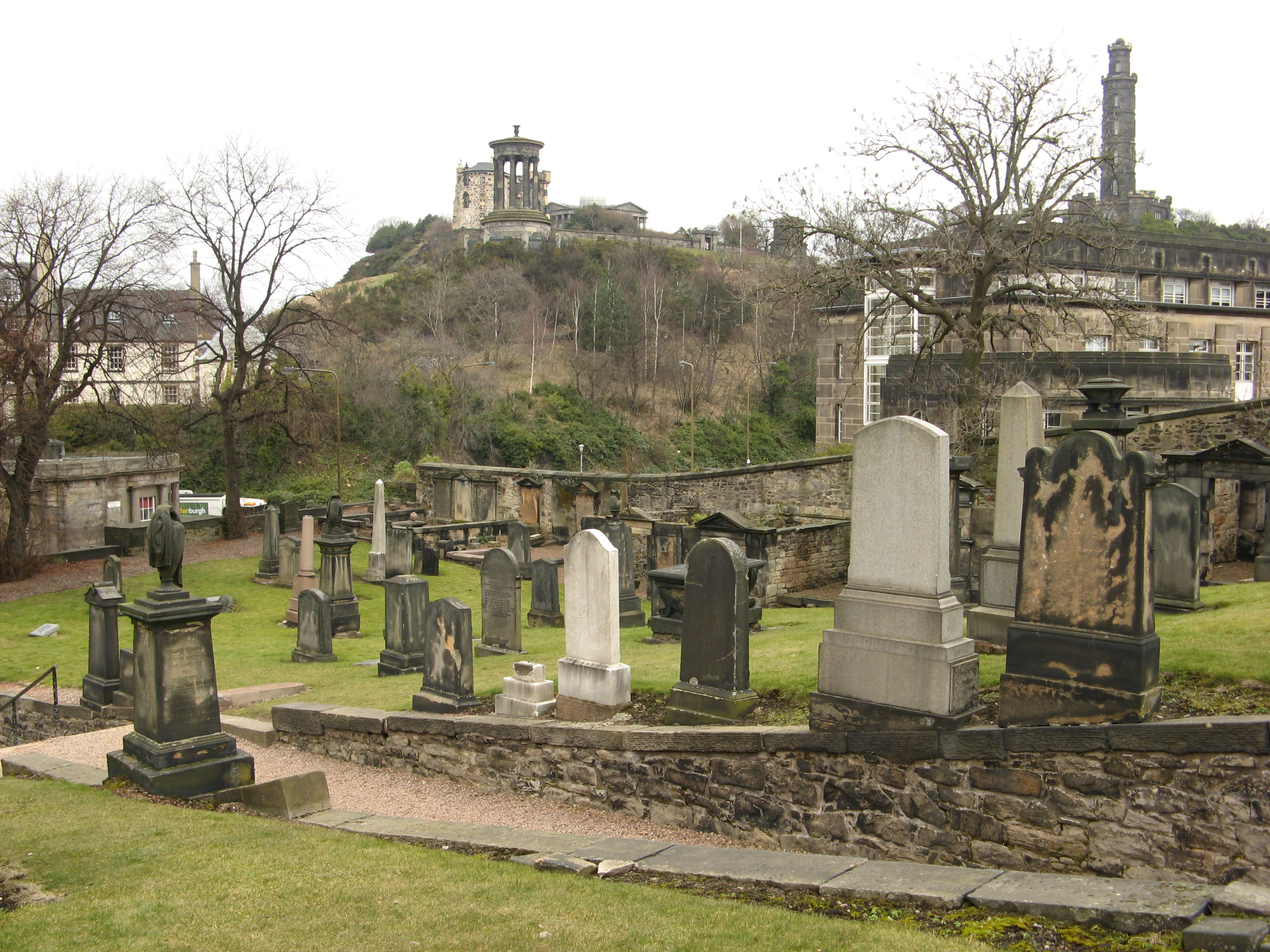
Old Calton Cemetery et Calton Hill, au nord-est du centre d'Édimbourg.

- Dans la nouvelle ville, William Street, où se trouvent les boutiques, et St Stephen's Place où sont situés la maison des Hale et le Lycée (St Stephen's Church) où Mr Hale donne des cours le dimanche après-midi et se réunissent les ouvriers de l'Union.
- Dans la vieille ville, deux venelles aux abords du Royal Mile, Borthwick's Close pour la rue où pendent des haillons, la volée d'escaliers à Warriston's Close, Guthrie Street où Margaret est bousculée et plaisantée par les ouvriers qui rentrent chez eux.
- La vue générale de Milton est prise de Calton Hill, mais a été retravaillée en infographie par traitement numérique[12], avec l'ajout d'un certain nombre de cheminées fumantes et des véhicules hippomobiles sur le pont (North Bridge)[11], et plusieurs scènes ont été tournées dans le vieux cimetière qui la jouxte, (Old Calton Cemetery).
- Forres Street est Harley Street, où se trouve la maison de la tante Shaw (extérieurs).

Les scènes censées se passer à l'intérieur de Malborough Mill ont été tournées dans trois lieux différents, à partir de juillet 2004 :
- Aux Dalton Mills, à Keighley, dans le Yorkshire, pour les extérieurs (la cour et l'entrée de la maison des Thornton) et le bureau de John Thornton. Cette filature de laine date de 1866[14].
- Dans deux manufactures du patrimoine industriel : Queen Street Mill Textile Museum[15], l'une des nombreuses usines de tissage qui existaient dans la région de Burnley, dans le Lancashire, construite en 1894[14], et  Whitaker's Mill[14], une filature de coton sauvage qui, avec Higher Mill (construit en 1789), forme le Helmshore Textile Museum[16] de Rossendale, dans le Lancashire, pour l'intérieur de la manufacture des Thornton.

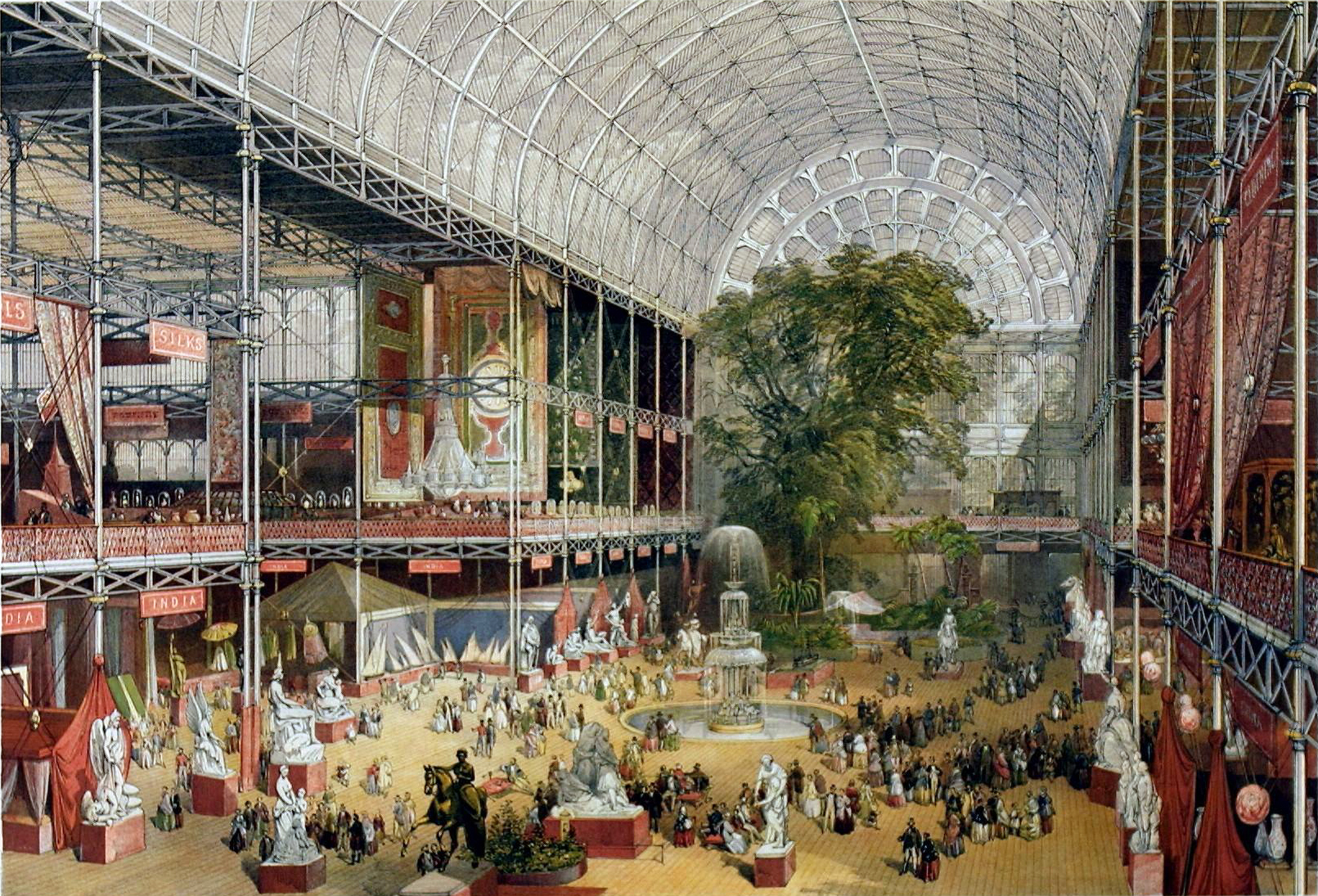
L'Exposition universelle au Crystal Palace, lithographie de William Simpson (1851).

Les commentaires audio du DVD expliquent comment ont été préparés les lieux et faits les raccords, et Richard Armitage se souvient, dans son interview, de la forte impression que lui ont faite les Dalton Mills, quand il est arrivé à Keighley où l'équipe de tournage devait passer trois semaines.
Un certain nombre de scènes furent filmées à Londres :
- Les scènes intérieures chez les Thornton furent filmées dans une demeure des années 1790, de style georgien, dans Fitzroy Square, car Elizabeth Gaskell, qui écrit dans les années 1850, précise que la maison des Thornton a été construite « quelque cinquante ou soixante ans plus tôt ».  Deux pièces communicantes furent transformées en salon et salle à manger d'époque victorienne[14].
- Les scènes à la Great Exhibition furent filmées dans Palm Court, le grand hall d'entrée d'Alexandra Palace, très semblable, bien que datant de 1870, au véritable Palais de Cristal de l'Exposition universelle de 1851[18], disparu dans un incendie en 1936.
- Les scènes du mariage (de Fanny Thornton avec le manufacturier Watson) et de l'enterrement (de Mrs Hale) furent tournées respectivement sur le parvis et à l'intérieur de St John's Church, dans Hampstead[19].
- L'intérieur de la demeure de Mrs Shaw, dans Harley Street, est en fait une imposante maison construite en 1764, au 33, Portland Place[20], dont la cave a aussi servi de morgue pour Leonards[19], et une grande salle à l'arrière de club pour les manufacturiers de Milton[N 6].

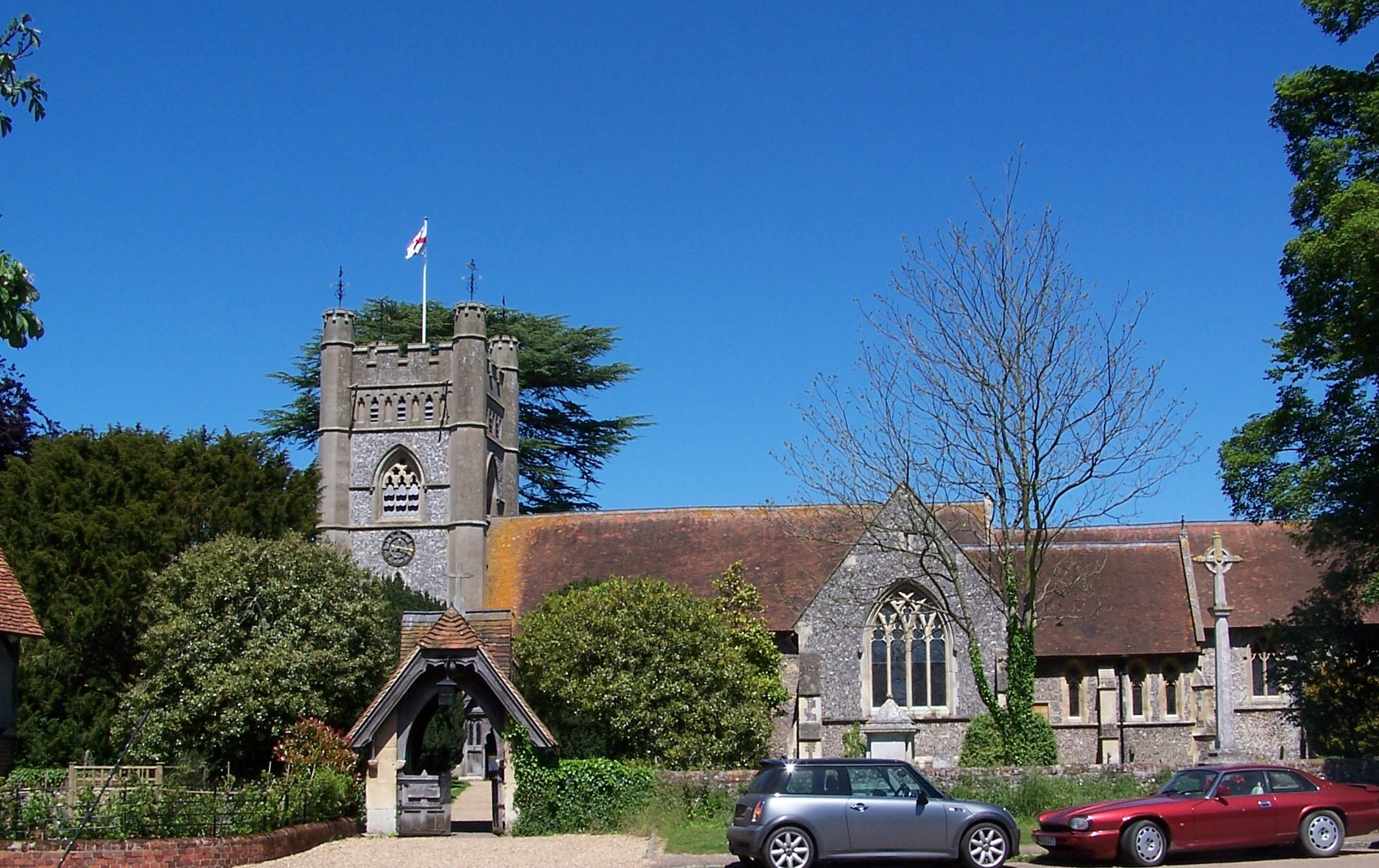
L'église de Hambleden et sa linch gate, visibles dans les épisodes 1 et 4.

Les scènes de trains ont été tournées dans le Sussex, à Horsted Keynes, une gare du Bluebell Railway, pour les scènes dans la gare de Milton ; et le 23 juillet 2004 sur la ligne du Keighley and Worth Valley Railway pour la première et la dernière scène, et la prise de vue du train par hélicoptère.
Quelques scènes ont été tournées dans le West Yorkshire.
L'église paroissiale et le presbytère de Hambleden dans le Buckinghamshire ont été choisis pour représenter le fictif Helstone.
Scott's Close, à Selkirk, dans les Scottish Borders, servit pour Frances Street (le quartier où vit Higgins) et l'extérieur de sa maison. Mais les intérieurs (chez Higgings, chez les Hale) ont été construits dans les studios d'Ealing Studios à Londres.

### Couleur locale
L'équipe artistique a accordé une grande importance aux détails authentiques pour restituer les ambiances. Ainsi, l'intérieur de l'usine de tissage est une tempête blanche, à cause du coton en suspension, la maison des Hale est remplie de livres et de bibelots, la table du repas annuel des Thornton surchargée de vaisselle et de chandelles. Le directeur de l'équipe artistique Simon Elliot a d'ailleurs été nommé aux British Academy Television Award 2005, dans la catégorie « meilleur décorateur de l'année ».
Le responsable des costumes, Mike O'Neill, et la chef-maquilleuse, Alison Elliott, ont soigné l'aspect des personnages en fonction de leur psychologie ou de leur position sociale : Thorton porte un strict costume noir et une belle montre de gousset, sa sœur des fanfreluches à la dernière mode, sa mère de sévères robes de soie sombre. Dans leur dernière rencontre, Margaret et elle portent, symboliquement, une robe du même vert foncé. Pour Daniela Denby-Ashe, dont c'était le premier costume drama, s'habiller relevait du grand art : si elle réussissait à mettre corset, jupons, robe, en dix minutes, coiffage et maquillage prenaient ensuite une bonne heure.

### Réalisme historique

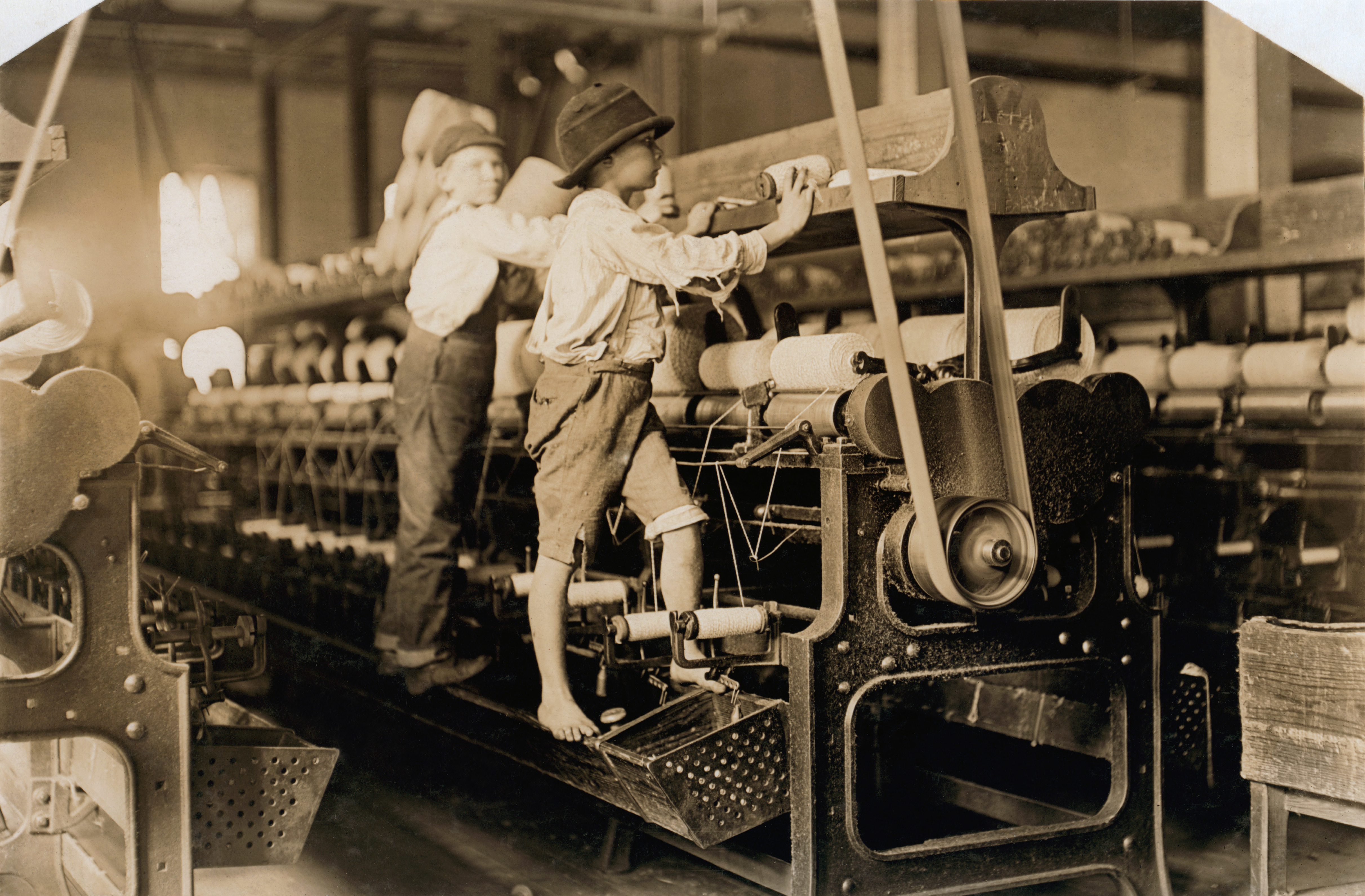
En 1909 encore, il arrivait que de jeunes enfants travaillent dans les filatures (Photo de Lewis Wickes Hine).

Le tournage dans des manufactures du patrimoine industriel ancre l'histoire dans la grande aventure du coton en Grande-Bretagne et plus particulièrement dans la région de Manchester. Même si le spectateur s'intéresse d'abord à l'intrigue sentimentale, le contexte historique, social et économique est constamment sensible à l'arrière-plan. Mais la révolution industrielle n'est pas qu'un décor : le téléfilm, fidèle en cela au roman, essaie de proposer des solutions humanistes (qui s'appuient sur les valeurs chrétiennes de compassion et de respect d'autrui) aux divers défis qu'elle pose.

#### Histoire industrielle
On entend Thornton citer Richard Arkwright dans une conversation avec Mr Hale, évoquer les « fumées non-parlementaires » et préciser qu'il a installé des ventilateurs pour évacuer les fibres de coton. Si la scène à l'Exposition universelle de 1851 n'est pas dans le roman, elle rappelle la puissance de l'empire colonial britannique alors à son apogée et la confiance en la force du libre-échange.
En contraste, même si la condition misérable de la classe ouvrière n'est pas développée, de brèves scènes évoquent la pénibilité du travail dans les usines, à commencer par celui des enfants, courant à l'époque : Mrs Thornton envoie une ouvrière chercher un autre de ses enfants pour remplacer celui qui est malade ; pendant le générique du deuxième épisode on en voit se glisser sous les métiers à tisser pour récupérer les floches de coton, et la jeune ouvrière qu'interroge Margaret à Malborough Mills (épisode trois) évoque sa faim chronique. Bessy explique entre deux quintes de toux l'origine professionnelle de la maladie qui la tue. La venelle qu'emprunte Thornton pour aller chez Higgins dans Princeton District, le quartier ouvrier, est peuplée d'un lumpen-prolétariat misérable aux enfants mendiants ou pleurant de faim.
À travers les personnages de Boucher, de Stephens, de Higgins, sont brossées diverses réactions des ouvriers devant la dureté de leurs conditions de vie et leur misère chronique : la lâcheté, le découragement, la faiblesse désespérée, la violence haineuse, mais aussi le début de la conscience de classe et de la solidarité syndicale représentée par le Committee, amorce du syndicalisme ouvrier, dont Margaret dénonce certaines méthodes, comme la mise en quarantaine. Les « vices » que la classe bien-pensante reprochait aux ouvriers apparaissent en filigrane, comme l'intempérance et l'alcoolisme.
Dans cette « guerre » entre les patrons qui ont la force et les  ouvriers qui demandent un peu de justice sociale, Margaret est le médiateur qui pousse Thornton à dépasser l'attitude habituelle de l'industriel anglais de l'époque, le cash nexus (où seuls comptent les transactions financières et l'intérêt) que dénonçait aussi Dickens dans Les Temps difficiles, et à avoir des rapports humains avec Higgins. La ruine (passagère) de Thornton rappelle enfin les effets du libre-échange sur une réussite individuelle : avant la concentration de la production et l'expansion bancaire dans le dernier tiers du XIXe siècle, la réussite individuelle était fragilisée par le manque de fonds propres et de capitaux disponibles dans les périodes de mauvaise conjoncture économique.

#### Les Irlandais

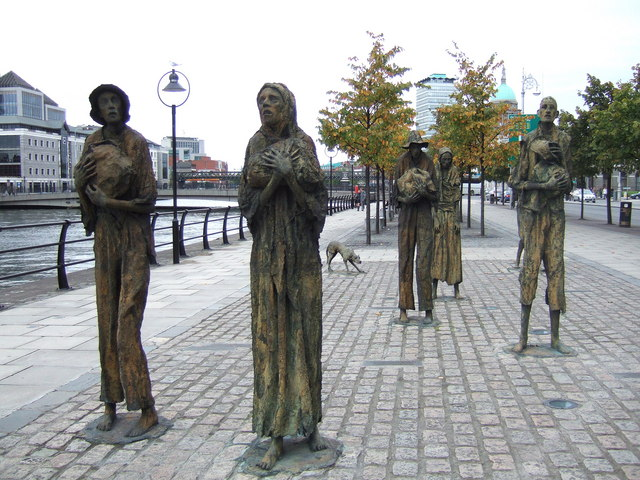
Le Mémorial de la famine, sur un quai de Dublin.

L'intrigue se passe à la fin de la Grande famine de 1846-1851 qui vit des milliers d'Irlandais, surtout les pauvres, mourir de faim ou être condamnés à émigrer vers l'Angleterre, l'Écosse ou l'Amérique.
Les Irlandais subissaient depuis longtemps un tenace préjugé défavorable en Angleterre, accentué par cette arrivée massive de travailleurs pauvres, encore très vivace au début du XXe siècle : ils étaient catholiques, accusés d'être alcooliques, couards, violents, inintelligents et surtout d'accepter de travailler pour des salaires plus bas : dans le roman, le falot Boucher est soupçonné d'avoir du sang irlandais, et les « pauvres Irlandais » que Thornton fait venir en secret arrivent épuisés, colonne misérable de pauvres gens apeurés et inquiets. Il craint qu'on les brutalise, car les grévistes honnissent les « briseurs de grèves ». Il les a fait venir pour tenir ses délais et honorer ses commandes, mais ne connaissant pas le métier (l'Irlande est en grande partie agricole), ils commettent des erreurs et travaillent plus lentement que la main-d'œuvre qualifiée qu'il n'a pas réembauchée à cause de sa participation à la grève, et il se résout finalement à renvoyer ceux qui le souhaitent.

#### Question religieuse

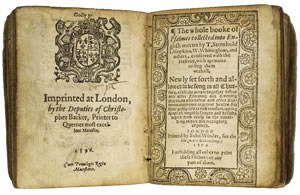
Un exemplaire ancien du Book of Common Prayer, livre officiel de la Liturgie anglicane.

La dimension religieuse, très présente dans le roman, est plus diffuse, sans les allusions à la prière, par exemple, ou au Livre de Job, et à l'Apocalypse que cite souvent Bess. Mais elle n'est pas totalement absente. Ainsi, à la fin du premier épisode, Margareth confie sa tristesse et son découragement dans une lettre à Edith : « On ne voit partout, ici, que lutte et hostilité. Je pense que Dieu a abandonné cet endroit. Je crois que j'ai vu l'enfer, et il est blanc, blanc comme la neige ». Higgins, pleurant sa « pauvre Bess » qui vient de mourir (épisode trois), rappelle « sa vie de chien, le travail pénible et la maladie, sans un seul instant de joie » et rétorque à Mr Hale qui évoque la « consolation de la vie éternelle », avec un rire ironique : « Je ne dis pas que je ne crois pas en votre Dieu, mais je ne peux pas croire qu'Il veuille que le monde soit comme il est, les maîtres régnant sur nous et nous tous condamnés à une semi-vie dans les ténèbres ». Plus tard (épisode quatre), alors que Margaret a conseillé à Higgins d'aller voir Thornton plutôt que de partir dans le Sud chercher du travail, son père lui confie qu'il admire les qualités des habitants de Milton, ajoutant : « Peut-être que Dieu a trouvé sa place ici, finalement ! »
En revanche, alors que dans le roman, Mr Hale se dit seulement « rongé par les doutes » et incapable de continuer à étouffer sa conscience en « renouvelant son adhésion à la Liturgie », le scénario précise un peu la nature des doutes qui conduisent Mr Hale à devenir dissenter ou non-conformiste :  homme scrupuleux et cultivé, il affirme sa liberté de conscience face à l'Église officielle et refuse de « faire publiquement allégeance à un catéchisme auquel il n'adhère plus », alors que son (jeune) évêque - en application de l'Act of Reformity - demande « aux recteurs du diocèse de New Forest de réaffirmer leur croyance » dans le Livre de la prière commune. C'est ce que fait, sans états d'âme, son successeur dont l'esprit étroit révolte Margaret lorsqu'elle fait sa connaissance en retournant à Helstone avec Mr Bell (épisode quatre) : « Nous devons revenir à la pure et simple vérité. Oublier tout cet intellectualisme, ce questionnement... Je pense que nous ne devons pas compliquer les choses ».

### Musique
Martin Phipps a composé une musique originale pour North et South, qui relève de la musique minimaliste. Souvent discrète, elle glisse, répétitive et envoûtante, tout au long des épisodes. Elle se fond fréquemment dans les bruits d'ambiance. Elle accompagne les confrontations entre Margaret et John Thornton et souligne les temps forts. Le rythme s'adapte aux évènements illustrés. Les divers morceaux ou les diverses variations sur les thèmes principaux ont des titres évocateurs : Opening (générique de début du 1er épisode) ; Milton (Margaret découvre la ville) ; Factory (Margaret découvre l'immense atelier de tissage) ; I've Seen Hell (« J'ai vu l'enfer », générique de fin du 1er épisode) ;  Irishmen (L'arrivée des Irlandais) ; Thornton's Walk (« La marche de Thornton », le soir après l'émeute) ; Boucher death (une marche funèbre) ; The Union (la préparation de la grève) ; Northbound Train (la rencontre sur le quai du « train du Nord »).
Le générique du premier épisode (Opening) développe le premier thème, un 6/8 allègre et rythmé, repris périodiquement ensuite, en général pour souligner des activités de personnages de Milton (Mrs Thornton traversant la cour de l'usine d'un pas décidé pour aller réprimander Margaret, Higgins et Thornton discutant de la cantine…)
Une petite musique mélancolique (Margaret) toute simple, quelques notes égrenées doucement au piano, apparaît pour la première fois au cours du premier épisode, à la fin de la séquence où Margaret, invitée par son père à faire la connaissance de son premier élève, a découvert que c'est Thornton et refuse de lui serrer la main ; elle se poursuit dans la séquence suivante, quand Margaret traverse le cimetière sur la colline où elle rencontre Higgins et Bessy. Ce leitmotiv, lié à la compréhension progressive de Margaret, et son amour, pour la population de Milton, va les accompagner, Thornton et elle, tout au long du développement de leurs relations conflictuelles et pleines de malentendus et, sous ses variations orchestrales, devenir le thème principal, accompagnant le générique de début des deuxième et quatrième épisodes, et ceux de fin du premier et troisième. Le générique de début du 3e épisode, qui accompagne la marche de Thornton traversant en aveugle Milton après le refus de Margaret de l'épouser, en présente une version particulière : il se termine mélancoliquement sur le thème joué au piano seul quand Thornton arrive au cimetière sur la colline.
Le dernier thème (Northbound Train) apparaît, d'abord en pizzicati sur trois notes, peu avant la fin du dernier épisode, quand Margaret rencontre Mrs Thornton dans la manufacture silencieuse, ; ce fil conducteur jusqu'au dénouement se fond dans des accords orchestraux lyriques et triomphants, dans la dernière scène et dans le dernier générique.

## Du roman au téléfilm
Transcrire un roman de plus de cinq cents pages et 52 chapitres écrit en 1855 en une série télévisée de quatre fois 50 min pour des spectateurs du début du XXIe siècle nécessite une interprétation et des coupures. La scénariste Sandy Welch voulait montrer dans ce Period drama le portrait d'un Nord siège d'une industrie naissante : « J'ai fait aller Margaret dans le Nord en train, pour bien montrer que ce n'est pas une fiction du temps des diligences ou une histoire avec des danses et des robes longues », précise-t-elle.

### Début et fin

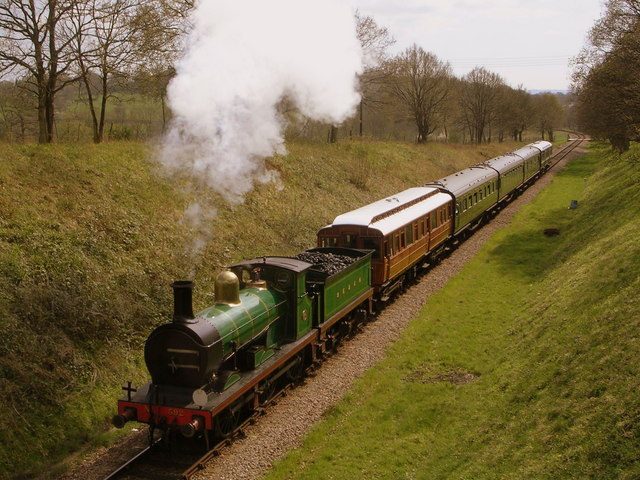
Le Northbound Train, qui emmène les Hale vers Milton.

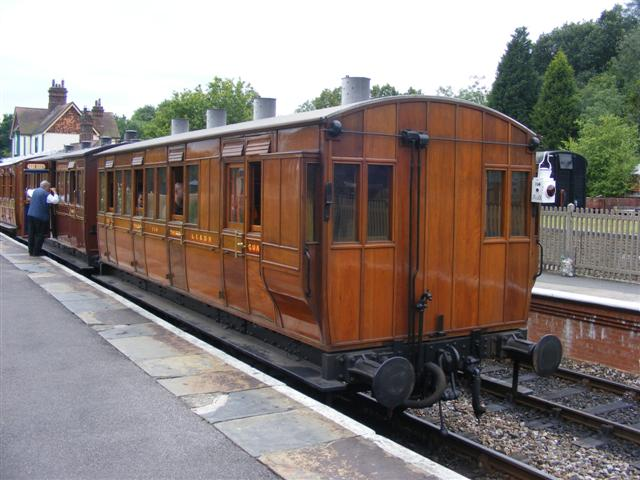
Un wagon du Great Northern Railway sur la voie ferrée de Keighley (Keighley and Worth Valley Railway) où la dernière scène a été tournée…

Ainsi, les six premiers chapitres du roman qui se déroulent chronologiquement sur quatre ou cinq mois, commençant à Harley Street, à Londres, peu avant le mariage d'Edith, et continuant à Helstone (où Margaret apprend les projets de son père) sont-ils contractés sur deux mois, et présentés dans un Flashback, alors que les Hale sont dans le Northbound Train : l'action commence ainsi in medias res et le Nord est privilégié face au Sud.  Le visage décidé de Margaret, regardant par la fenêtre du wagon qui la mène vers l'inconnu, a son pendant exact dans l'image qui conclut la série, lorsque l'héroïne choisit de « rentrer chez elle » (coming home) à Milton, deux ans après, avec John Thornton.
Cette dernière scène (les retrouvailles des héros sur un quai de gare) diffère de la conclusion du roman, où c'est à Harley Street que vient John Thornton, amené par Henry Lennox, et qu'il se réconcilie avec Margaret. Toutefois, le scénario garde la même construction que le roman, puisque, dans les deux cas, la première et la dernière scène se déroulent au même endroit : à Londres pour le roman, dans le Northbound Train pour la série télévisée. Et, s'il était impensable qu'on s'embrassât passionnément sur un quai de gare en 1855, Elizabeth Gaskell, dans la dernière page du roman, signale bien entre ses deux personnages, isolés dans un salon, « un moment de délicieux silence ».

### Rencontres Thornton-Margaret
Les raisons d'ordre moral qui ont poussé Mr Hale à abandonner sa situation de recteur de la paroisse de Helstone ne sont données qu'à peu près au milieu du premier épisode, et juste après la scène, inventée, de la première rencontre-choc de Thornton et Margaret dans la filature, où il se montre sous un jour brutal et violent, « très Mr Rochester », dit Sandy Welch, alors qu'Elizabeth Gaskell le montre fier de pouvoir toujours se maîtriser. Dans le roman leur première rencontre a lieu au chapitre 7, dans l'hôtel de Milton où il pense rencontrer Mr Hale et a la surprise d'être reçu par une jeune femme un peu froide, habillée de sombre et drapée dans son châle comme une impératrice, qui le regarde avec une indifférence hautaine, car Margaret est fière (son père lui en fait la remarque) et remplie de préjugés contre le Nord ; lui en tombe rapidement amoureux, mais se croit indigne d'elle. Si sa dureté, son intransigeance transparaissent seulement dans son discours quand il parle de sa profession, elles sont volontairement accentuées et mises en images dans la série pour dramatiser leur relation : ainsi, à leur deuxième rencontre, en présence de Mr Hale qui ne se rend pas compte de la tension entre eux, il regarde Margaret avec un sourire un peu ironique, plutôt satisfait, semble-t-il, de la voir se décomposer.
La scène de demande en mariage est entièrement réécrite : les répliques de Margaret sont bien plus blessantes que dans le roman, au chapitre 24, où elle lui répond avec une politesse glacée qu'elle ne se soucie pas de le comprendre. 
Margaret quitte Milton sous la neige, (écho à la blancheur du coton et symbole de l'hiver mental vécu par les personnages), et non en fin de printemps. Alors que, dans le roman, au moment des adieux, chacun essaie de se convaincre qu'il arrivera à oublier l'autre, puisqu'elle dit : « J'ai besoin d'oublier » tandis qu'il répète : « Qu'elle parte, avec son cœur de pierre et sa beauté ; […] Qu'elle parte ! […] elle aura du mal à trouver un cœur plus sincère que le mien. Qu'elle parte ! » (Let her go), ici, debout sur le perron, il regarde partir le fiacre qui l'emporte en murmurant : « Retourne-toi ! regarde-moi ! » (« Look back… Look back at me. »).

### Transpositions diverses

#### Narration

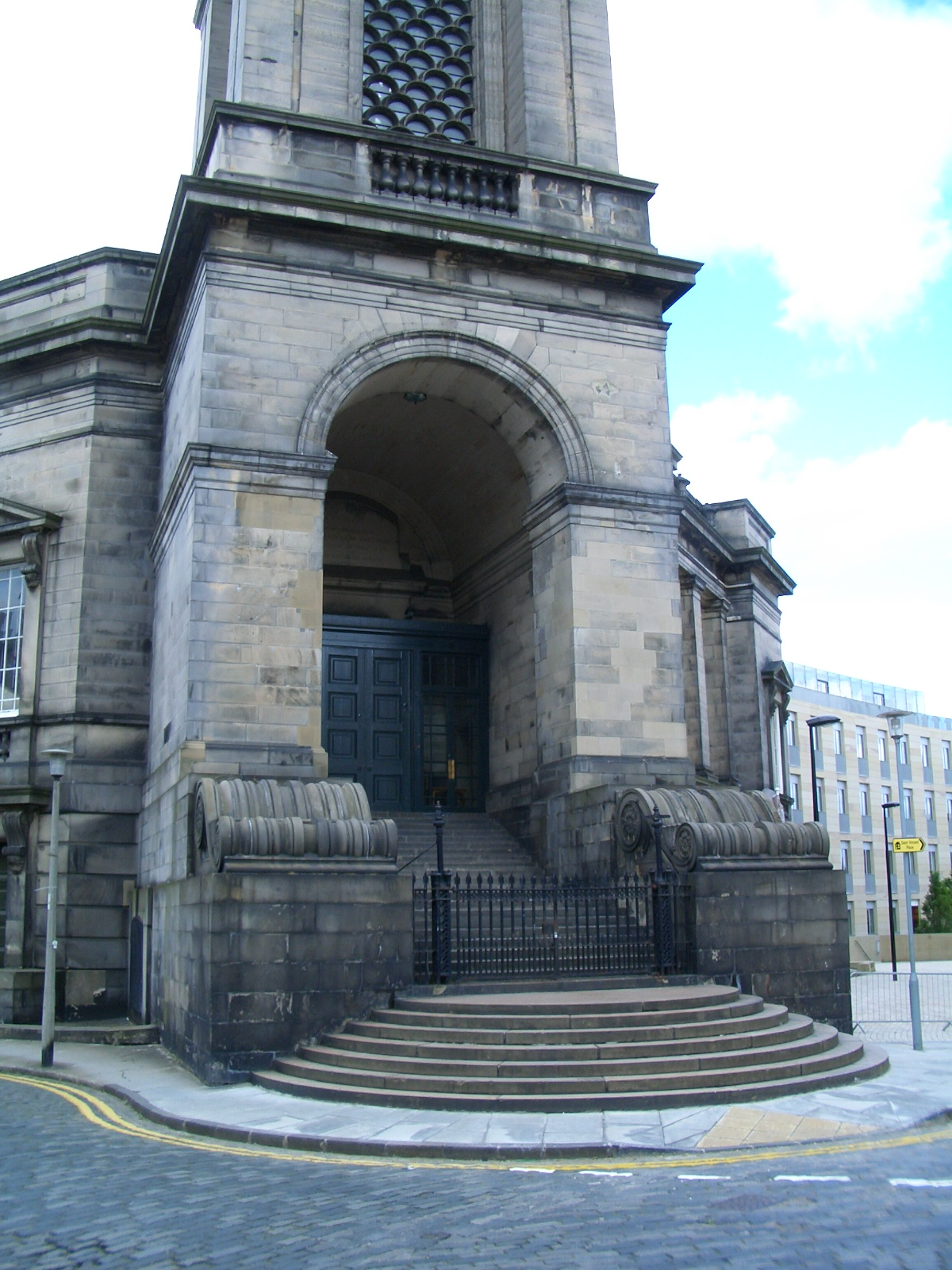
Entrée de St Stephen's Church, figurant le Lycée où Mr Hale donne ses cours et les ouvriers organisent leur meeting.

Si certaines scènes sont totalement fidèles au roman, d'autres sont inventées, comme la première rencontre-choc entre Thornton et Margaret dans la filature et celle à l'Exposition universelle, les meetings dominicaux des ouvriers pour préparer la grève, celle de Margaret et Mrs Thornton à Malborough Mills après l'arrêt des machines ; supprimées (les deux séjours en stations balnéaires) ; déplacées (la rencontre finale de Thornton et Margaret sur un quai de gare et non dans la maison de Harley Street) ou regroupées (les visites de Margaret à Bessy Higgins). Les parents de Margaret sont tous deux présents au mariage d'Edith (dans le roman, Mrs Hale, fière et un peu jalouse de la richesse de sa sœur, n'y assiste pas). Et Margaret raconte à Bessy l'histoire de son frère.
L'action est resserrée par rapport au roman où Margaret, après avoir quitté Milton, reste « beaucoup plus d'un an » avant de revoir Thornton à Londres. 
Edith va à Corfou en voyage de noces et non, comme dans le roman, y accompagner son mari en garnison dans l'île. C'est de Londres qu'elle entretient une correspondance avec sa cousine. Margaret et son père assistent au mariage de Fanny Thornton avec le manufacturier Watson, alors qu'il a lieu après le retour de Margaret à Londres dans le roman. Et c'est Fanny qui vient annoncer hargneusement à son frère la réussite de la spéculation à laquelle il a refusé de participer : « Je vous l'avais dit. J'avais raison et John avait tort. Pour une fois, vous devez reconnaître que j'avais raison ! ».
Des passages narratifs sont scénarisés, comme l'arrivée nocturne des Irlandais que surprend Boucher, l'errance de ce dernier avant son suicide, les répliques du petit Tom Boucher, la visite de Thornton à son banquier, sa venue dans la cantine pour partager un repas à l'invitation d'Higgins ; les réflexions de Margaret apparaissent en voix off dans les lettres qu'elle échange avec Edith. Les discussions d'ordre religieux, comme les remarques sur la prière, le livre de Job et surtout l'Apocalypse, si souvent citée par Bessy dans le roman, ont été supprimées, de même que le don par Margaret de la Bible de Mr Hale à Higgins.

#### Personnages
Mr Bell n'est pas un vieillard goutteux et son rôle est étoffé. Il assiste à la réception annuelle des Thornton et, contrairement au roman, il ne meurt pas à Oxford ; il va à Milton régler ses affaires avec Thornton avant de s'exiler volontairement, car il se sait condamné, en Amérique du Sud où il a passé une partie de sa jeunesse. Des personnages sont ajoutés : Stephens, l'ouvrier qui fume dans la filature et subit la violente colère de Thornton, Mr Latimer (le banquier de Thornton) et sa fille Ann, suggérant une possible intrigue secondaire. Les cinq manufacturiers sont un peu caricaturés. La frivolité, l'affectation et le manque de caractère de Fanny Thornton sont mis en évidence par le jeu de Jo Joyner.
Des répliques sont mises dans la bouche d'autres personnages : c'est Higgins qui apprend à Thornton la mort de Mr Hale et le prochain départ de Margaret : « Rien ne la retient plus ici, maintenant. Sa tante vient pour la ram'ner à la maison, qu'ils disent. Elle n'a connu que des chagrins depuis qu'elle est ici », lui aussi qui lui apprend l'existence de Frederick, et non Mr Bell.

#### Situations symboliques

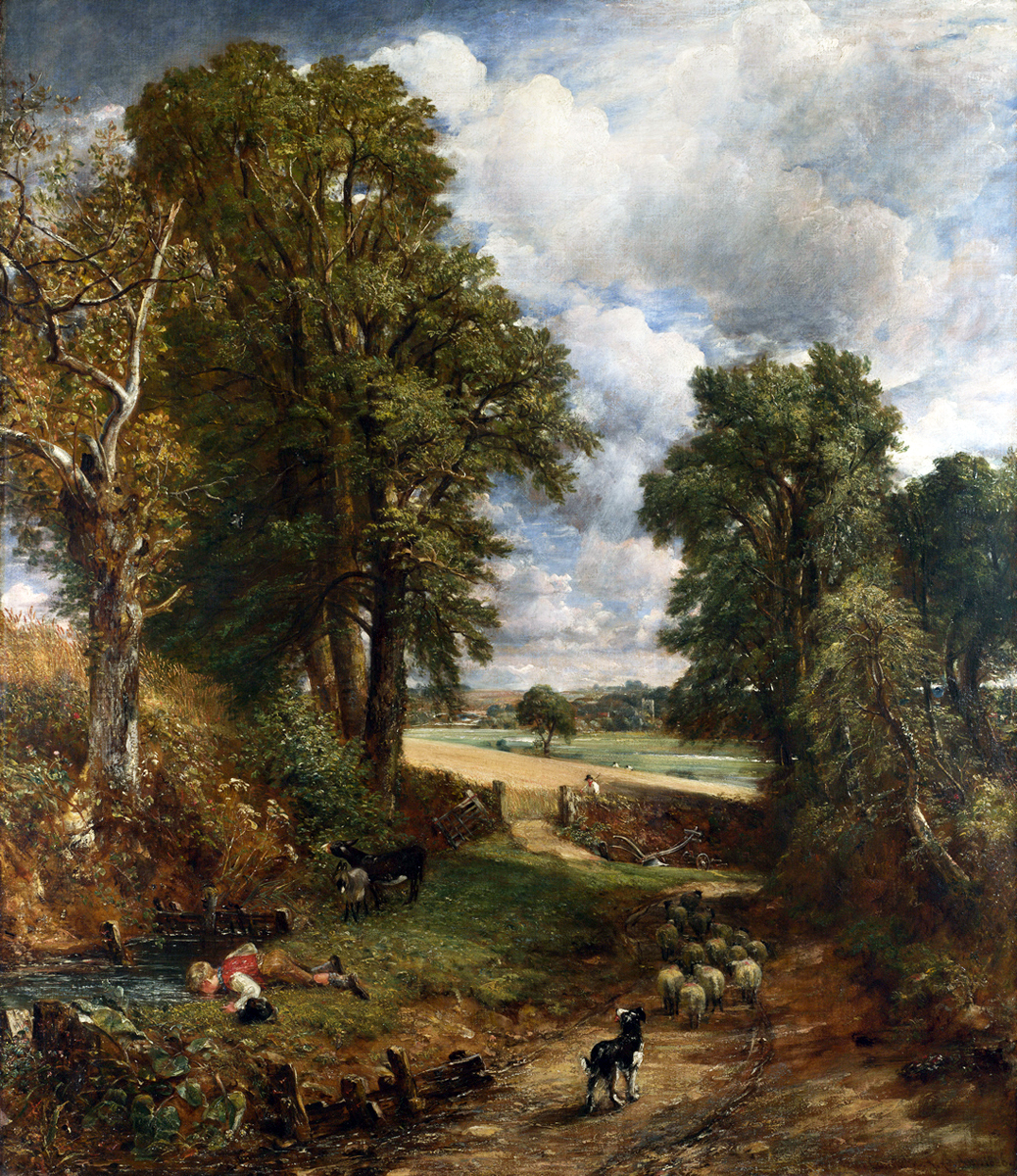
Un paysage bucolique de Constable (1826) : Le Champ de blé.

Dans le roman, le passage de Thornton à Helstone (pour mieux comprendre Margaret, comme il le lui précise à la fin) est seulement évoqué : d'abord par lui-même, quand il revient du Havre et se retrouve dans le même train que Mr Bell allant à Milton annoncer la mort de son père à Margaret ; puis, par l'aubergiste d'Helstone, Mrs. Purkis, qui se souvient, quand Margaret revient à Helstone avec Mr Bell, qu'un monsieur est passé quelques mois plus tôt et lui a annoncé la mort de Mrs Hale. Cet épisode est scénarisé et déplacé tout à la fin : symboliquement, Thornton va découvrir le Sud de Margaret pendant qu'elle retourne à Milton, décidée à l'aider, et ils se rencontrent à mi-chemin. 
De même, il rencontre les Lennox et Margaret dans le cadre public de la Grande Exposition, quand il est encore puissant, et non à Harley Street, lorsqu'il est ruiné.
D'autres symboles utilisent les couleurs : le Sud bucolique, enjolivé dans les pensées de Margaret, est filmé dans les tons chauds d'un été perpétuellement fleuri, des jaunes dorés et des verts lumineux ; le presbytère et la petite église de Helstone semblent sortir d'un tableau de John Constable. Milton (phonétiquement Mill-Town, la ville des manufactures) baigne dans des tons froids, des gris bleutés et des blancs. La manufacture de Thornton est un « enfer blanc, blanc comme la neige ». Boucher se noie dans le ruisseau où se déversent les rejets des teintureries et son cadavre est barbouillé du pourpre de la robe que porte Fanny quand elle rapporte à son frère sa conversation avec Margaret dans la boutique où elles se sont rencontrées.

## Accueil et retombées
L'accueil du public a surpris la BBC, qui n'avait pas fait de publicité particulière. La première critique, celle du Times, après la diffusion du premier épisode, est d'ailleurs plutôt acide : scénario confus et maladroit, personnages stéréotypés, histoire parfaitement convenue de l'attraction des contraires. Mais plus de six millions de spectateurs ont regardé les quatre épisodes, et la BBC a même dû fermer quelque temps son site Web, complètement bloqué par les messages enthousiastes de spectatrices dès le premier épisode. Cela a encouragé la chaîne à faire éditer rapidement (dès avril 2005) un double-DVD, sous-titré en anglais pour mal-entendants, ce qui permet aux personnes peu familières de l'accent spécifique du nord  de suivre ce que disent les personnages de la classe laborieuse. Il contient, en supplément, les scènes non retenues, les épisodes 1 et 4 commentés, et une interview d'Armitage, qu'un article du Times, analysant à Noël 2004 l'engouement qui confond l'acteur et le personnage, présente comme « the Darcy de nos jours ».

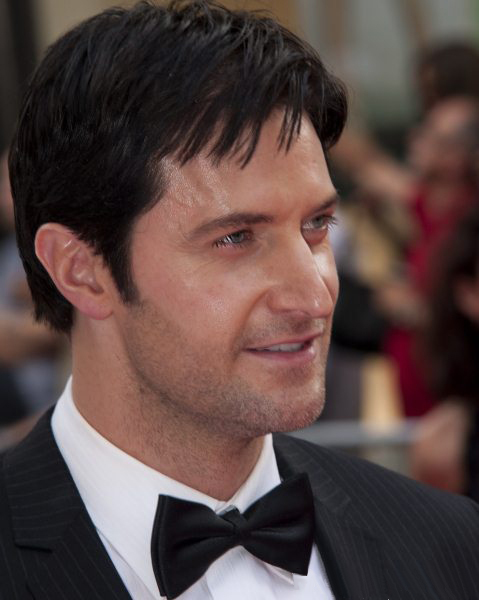
Richard Armitage, qui a habité le rôle de Thornton comme une seconde peau.

En effet, la prestation de Richard Armitage semble susciter un enthousiasme proche de celui qu'a connu en son temps Colin Firth pour son interprétation de Mr Darcy dans Orgueil et Préjugés, ce qui étonne et amuse l'acteur pour qui Thornton, qui « lutte pour sa survie, n'est manifestement pas un personnage romantique ».  Comme sa grand-mère travaillait dans l'industrie textile et que d'autres membres de sa famille étaient mineurs dans les houillères, il pense qu'il avait certaines facilités pour comprendre et interpréter ce genre de personnage.
Plusieurs pages du site créé en décembre 2004 sur Richard Armitage sont consacrées au tournage de North and South et à la façon dont l'acteur a compris et « très rapidement habité le personnage de Thornton », selon la productrice Kate Bartlett, qui souligne l'« extraordinaire transformation de Richard entre le moment des répétitions et celui où il a endossé son costume et est vraiment devenu Thornton ».
North et South est élu « meilleur feuilleton romantique » dans le sondage annuel du site officiel de la BBC en 2004. Richard Armitage est élu « meilleur acteur » et « acteur le plus séduisant », Daniela Denby-Ashe est élue « meilleure actrice », tandis que Sinead Cusack arrive en troisième position. Trois scènes sont classées dans les cinq premiers « Moments favoris » et la scène finale, particulièrement romantique (assez différente de celle du roman) est classée première.
Les rediffusions sont saluées par une critique favorable, le Sunday Express comparant l'œuvre à Pride and Prejudice  « avec une conscience sociale » et le Times reconnaissant que l'« adaptation est intelligente, visuellement saisissante et fait réfléchir ».
Le roman voit ses ventes augmenter de façon significative. En 2008, lors de la réédition en coffret avec Cranford et Wives and Daughters, les deux autres romans de Mrs Gaskell ayant fait l'objet d'une adaptation à la télévision, la critique valorise le cadre : c'est la place donnée au Nord (la manufacture de coton et les habitants au parler particulier et à l'accent rocailleux de la lugubre et industrieuse Milton) par rapport à un Sud un peu trop idéalisé, qui donne du relief à l'intrigue amoureuse un peu mince entre un Thornton aussi charismatique qu'inflexible et une gentille Margaret à la fois déterminée et franche. En 2009 encore, North and South est considéré, malgré quelques faiblesses de construction, comme une très belle mini-série offrant une vision de l’Angleterre victorienne « honnête et poignante ». Les interprètes sont jugés excellents, le portrait de la classe laborieuse convaincant, la romance du couple Margaret-John suffisamment ancrée dans le contexte social pour ne pas être l'unique moteur de l’intrigue. En 2011, la série est classée en tête des « dix meilleurs  Period Drama de tous les temps », devant Orgueil et Préjugés et Jane Eyre et le reste, dix ans après sa création.
En décembre 2008 ITV3 a diffusé une émission en cinq épisodes sur l'évolution du costume drama (film d'époque) depuis 50 ans à la télévision. Le 3 décembre était évoqué North & South et les deux acteurs principaux y parlaient de leur personnage.
Et, de même que les téléfilms consacrés par la BBC aux romans de Jane Austen ont inspiré la visite des lieux de tournage sur les pas des personnages, cette nouvelle forme de tourisme dont profite le National Trust, les musées  du patrimoine industriel, comme le musée du textile de Helmshore Mills, le  Museum of Rail Travel d'Ingrow près de Keighley et le Heritage Rayway de la Worth Valley tirent parti du succès de North and South, « les touristes venant sur place voir les lieux qu'ils ont vus sur leur écran ». Depuis le tournage, Dalton Mills, propriété de Magna Holdings Ltd, a été partiellement rénové et BBC One y a enregistré l'émission Sunday Life. Mis en vente (sans succès) le 15 décembre 2010, il a été partiellement détruit par un incendie le 1er janvier 2011.

### Citations originales
1. ↑  « I hope you realize that any foolish passion for you on my part is entirely over. I’m looking to the future »[6].
2. ↑  « You're coming home with me? »[8].
3. ↑  « So we filmed those scenes in Edinburgh, where you can still find more authentic tenements »[9].
4. ↑  « Everywhere there is conflict and unkindness... I think God has forsaken this place... I believe I have seen hell and it's white, it's snow-white ».
5. ↑  « My poor Bess! She lived the life of a dog. Hard work and illness. She never had one moment of rejoicing. »
6. ↑  « I'm not saying I don't believe in your God, but I can't believe He meant the world to be as it is. The masters ruling over us, the rest of us left to live a half-life in the shadows ».
7. ↑  « Maybe...God has found his way here after all. »
8. ↑  « A fresh declaration of conformity to the Liturgy ».
9. ↑  « I cannot swear publicly to doctrines I am no longer sure of ».
10. ↑  « We have to get back to simple truth. Forget about all this intellectualism, this questioning [...] I thought we ought to keep things simple ».
11. ↑  « I have Margaret travelling to the North by train to signal that this isn't a coach-and-horses drama or a piece about long dresses and dances. »[9].
12. ↑  Citation originale : some time of delicious silence[48].
13. ↑  « There’s nothing to keep her here now. Her aunt’s coming to taker her home, they say. She’s seen a great deal of sorrow since she’s been here »[67].
14. ↑  Sunday Express, 29 janvier 2006 :« This is Pride and Prejudice with a social conscience, a collision between Northern no-nonsense and delicate Southern sensibilities ».
The Times, 29 janvier 2006 :« An intelligent, moving, thought-provoking and visually striking adaptation »[82].